# Paralcyonium spinulosum
Paralcyonium spinulosum är en korallart som beskrevs av Delle Chiaje 1822. Paralcyonium spinulosum ingår i släktet Paralcyonium och familjen Paralcyoniidae. Inga underarter finns listade i Catalogue of Life.